# Пресс-камера

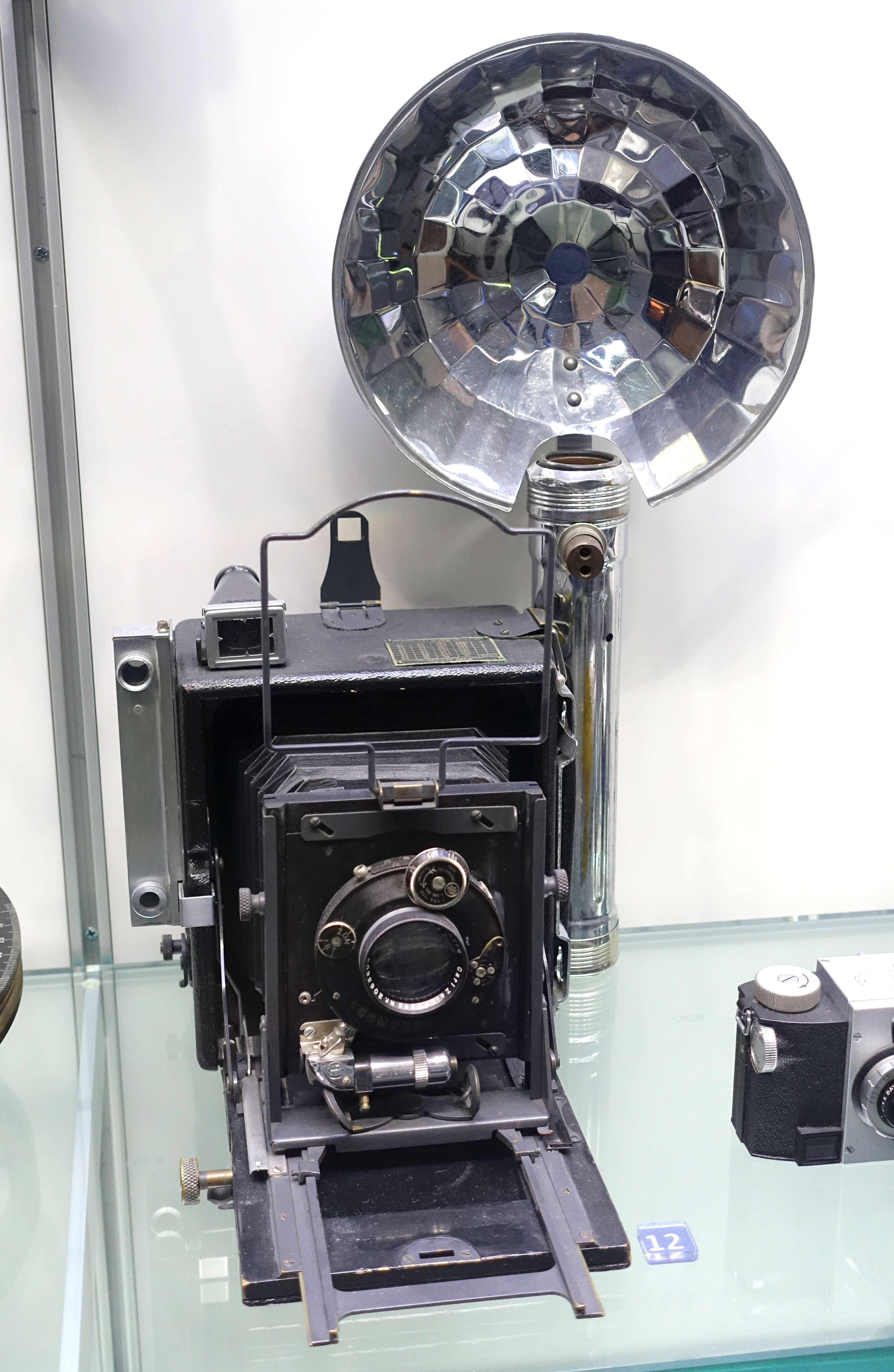
Пресс-камера «Compur»

Пресс-камера — фотоаппарат прямого визирования, дополнительно оснащённый видоискателем, позволяющим осуществлять кадрирование и фокусировку без снятия кассеты с фотоматериалом. Этот тип фотоаппаратуры специально предназначен для фотожурналистики («пресс-фотографии»), что и отражено в названии. Понятие характерно главным образом для иностранного фотоаппаратостроения. В советской и российской классификации оно не встречается ввиду практического отсутствия собственной аппаратуры этого класса. Единственный известный пример советского производства — клапп-камера «Репортёр», выпускавшаяся в единичных экземплярах.

## Историческая справка
Родоначальником пресс-камер считается «мгновенная камера», разработанная в 1888 году немецким изобретателем Оттомаром Аншютцем и запущенная в массовое производство фирмой «Goerz» 4 года спустя. В отличие от всей остальной аппаратуры тех лет, снабжавшейся в лучшем случае приставными фронтальными фотозатворами, камера Аншютца была штатно оснащена фокальным затвором, отрабатывавшим недоступные другим типам короткие выдержки вплоть до 1/1000 секунды. Это позволяло вести моментальную съёмку подвижных объектов, недоступную прежним типам фотоаппаратуры. Внедрение откидного рамочного визира сделало пресс-камеры пригодными для съёмки без штатива. В начале 1930-х годов появились «киноплёночные» фотоаппараты «Leica» и «Contax», изменившие представления о репортажной фотографии и пределах возможностей фотожурналистики. 
Качество фотоэмульсий уже позволяло получать на малоформатном негативе изображение приемлемого для газетной полиграфии качества, но для журналов чёткость была недостаточной. На этом поле свои позиции сохраняли крупноформатные пресс-камеры, не утратившие возможностей и преимуществ прямого визирования на матовом стекле. В то же время, как и у «Лейки», в пресс-камерах появился телескопический видоискатель и дальномер для точной фокусировки и кадрирования без снятия кассеты. Единственный недостаток состоял в низкой оперативности перезарядки: если у «Лейки» для смены кадра было достаточно провернуть заводную головку, то пресс-камеры требовали замены кассеты. Со временем вместо одиночных и сдвоенных кассет появился «фильмпак» на 8 или 10 снимков с быстрой сменой кадра. За несколько десятилетий совершенствования пресс-камеры внесли большой вклад в развитие понятия «системности» фотоаппаратуры.
К середине 1960-х годов пресс-камеры потеряли свою популярность, уступив место зеркальным фотоаппаратам: среднеформатным Rolleiflex и малоформатным Nikon F. В связи с ростом качества и разрешающей способности фотоматериалов бильдредакторы глянцевых журналов в итоге признали допустимым использование и 35-мм плёнки. Фотоаппараты небольших форматов позволили использовать светосильную оптику, а компактность и лёгкость малоформатной аппаратуры облегчили её транспортировку в условиях командировок и экспедиций. Запас носимого фотоматериала резко увеличился: теперь тот же объём занимали несколько сот кадров вместо 10—20 двойных крупноформатных кассет.

## Особенности

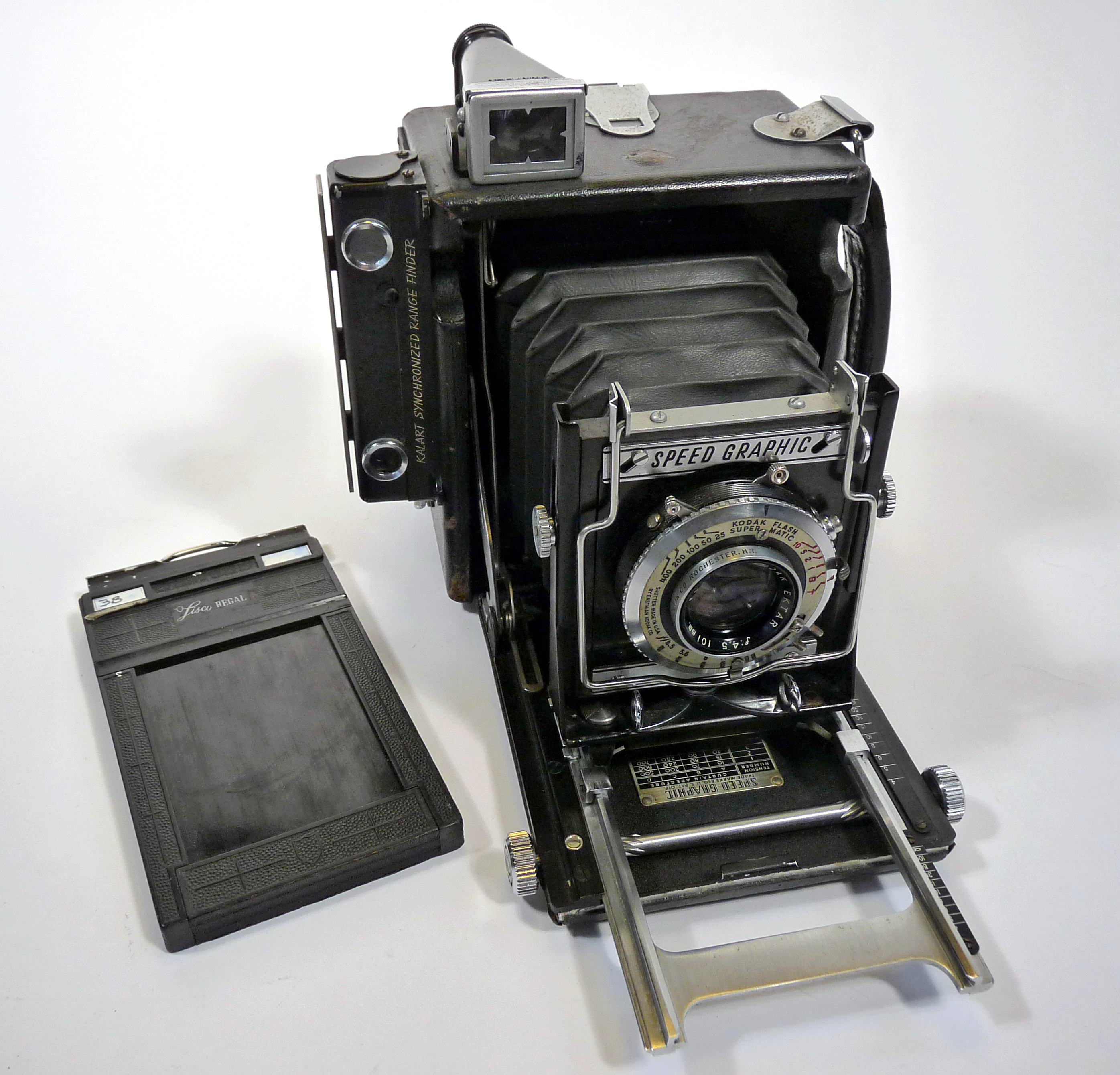
Пресс-камера «Graflex Speed Graphic» 2,25×3,25 дюйма с кассетой

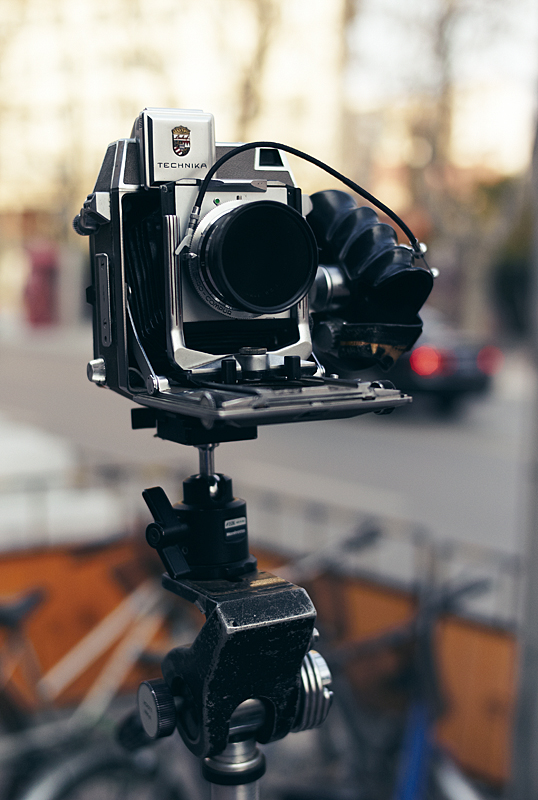
Среднеформатная пресс-камера «Linhof Technika»

Пресс-камеры отличались от других фотоаппаратов прямого визирования наличием дополнительной визирно-дальномерной системы, дающей возможность фокусировки и кадрирования при помощи телескопического видоискателя, сопряжённого с дальномером. Это повышало оперативность съёмки, позволяя фотографировать без штатива при заранее установленной кассете. В то же время, возможность прямого визирования по матовому стеклу делала пресс-камеры универсальными и пригодными для большинства задач, в том числе обычной павильонной съёмки, технической фотографии и репродукции. Для последней фотоаппараты оснащались фокусировочным мехом с «двойным растяжением», позволяющим вести макросъёмку в масштабе 1:1. Кроме того, такой мех позволял использовать не только широкоугольные и нормальные, но и длиннофокусные сменные объективы.
Характерной особенностью большинства пресс-камер было наличие двух затворов: центрального и фокального. Нужный включался по выбору фотографа, а второй при этом переводился в нерабочий режим, оставаясь постоянно открытым. Фокальный затвор расширял возможности использования сменных объективов, в том числе особо светосильных, малопригодных для установки центрального затвора. В то же время, становились доступными выдержки короче 1/500 секунды, нереализуемые в центральных затворах. При съёмке со вспышкой были выгоднее центральные затворы, обеспечивающие неограниченный диапазон синхронизации. Типичные примеры пресс-камер с двумя затворами — линейка «Speed Graphic» американских фотоаппаратов Graflex и модель «Zweiverschluss» («два затвора») немецкой фирмы Ihagee. С появлением в начале 1930-х годов одноразовых фотовспышек традиционным дополнением пресс-камеры стал «флэшган» с большим круглым отражателем. В игровом кинематографе пресс-камера с «флэшганом» традиционно выступает символом фотожурналистики 1940-х — 1950-х годов.
Наиболее распространённым размером кадра американских пресс-камер был формат 4×5 дюймов. До Второй мировой войны был популярным формат 5×7 дюймов, устаревший в начале 1940-х годов. В это же время европейские производители Goerz и Van Neck выпускали пресс-камеры с кадром 9×12 сантиметров, незначительно уменьшенным по сравнению с «американским» форматом 4×5. В качестве фотоматериала использовались преимущественно фотопластинки или листовая плёнка этого формата. После войны на рынке стали доминировать пластиночные пресс-камеры формата 6×8 и 8,5×11 сантиметров и, в большей степени, рассчитанные на рольфильм с кадром от 6×6 до 6×12 сантиметров. С распространением моментальной фотографии для большинства пресс-камер был налажен выпуск задников для листовых или роликовых фотокомплектов одноступенного процесса Polaroid.
По сравнению с «дорожными» фотоаппаратами с размером кадра 8×10 дюймов и более пресс-камеры имели более мелкий формат и ограниченное число подвижек. В то же время даже среднеформатные пресс-камеры превосходят по функциональности аналогичные зеркальные фотоаппараты за счёт доступной коррекции перспективы. Пресс-камеры более крупного формата дают изображение очень высокого качества с практически незаметным зерном и богатыми полутонами. В настоящее время пресс-камеры продолжают использоваться энтузиастами стрит-фотографии и моментальной съёмки, а также фотохудожниками, как более дешёвая альтернатива павильонных и портативных крупноформатных фотоаппаратов.

## Ключевые производители
- Linhof
  - Super Technika
  - Technika Press
  - Press 70
- Graflex

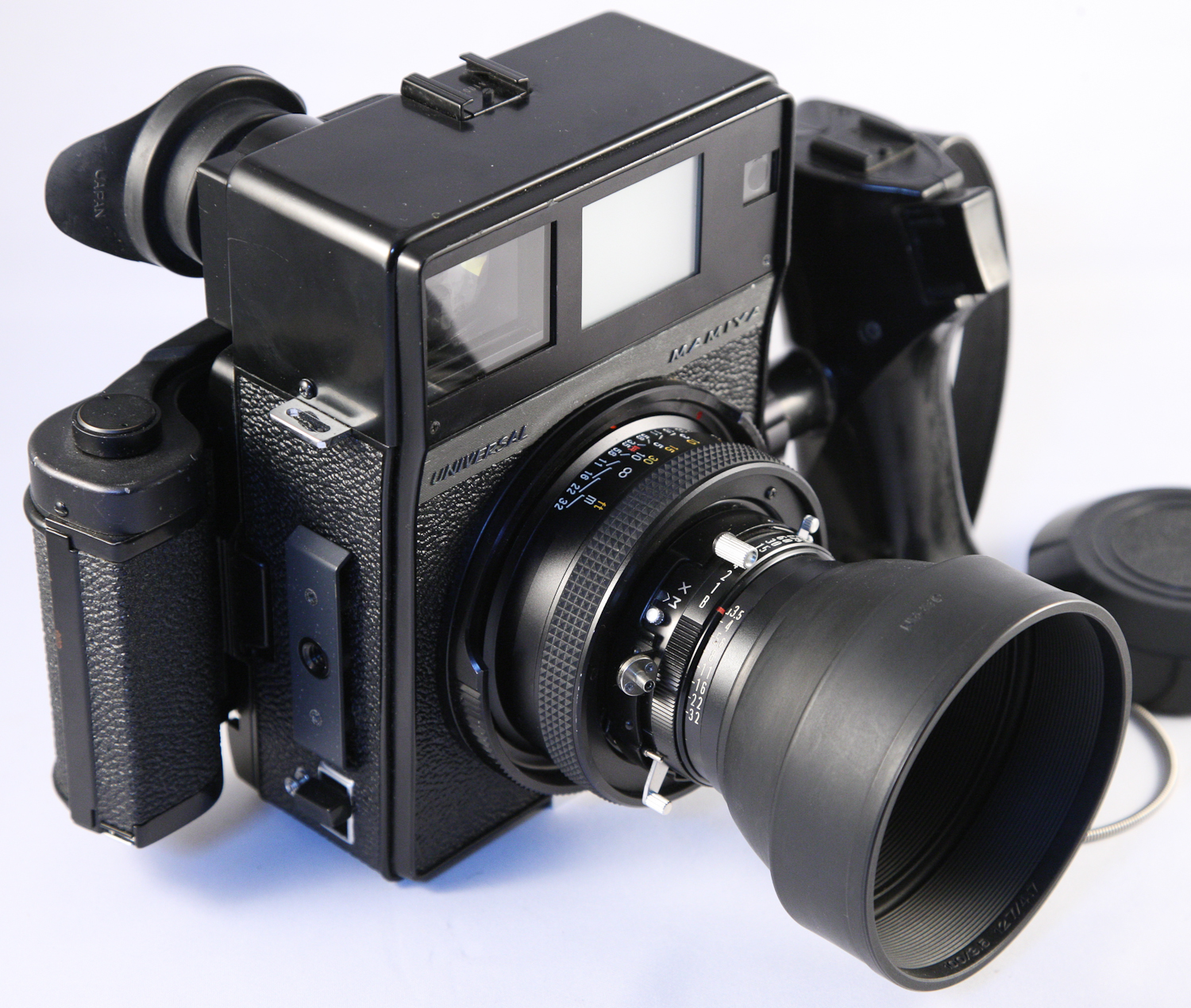
Среднеформатная пресс-камера «Mamiya Universal Press»

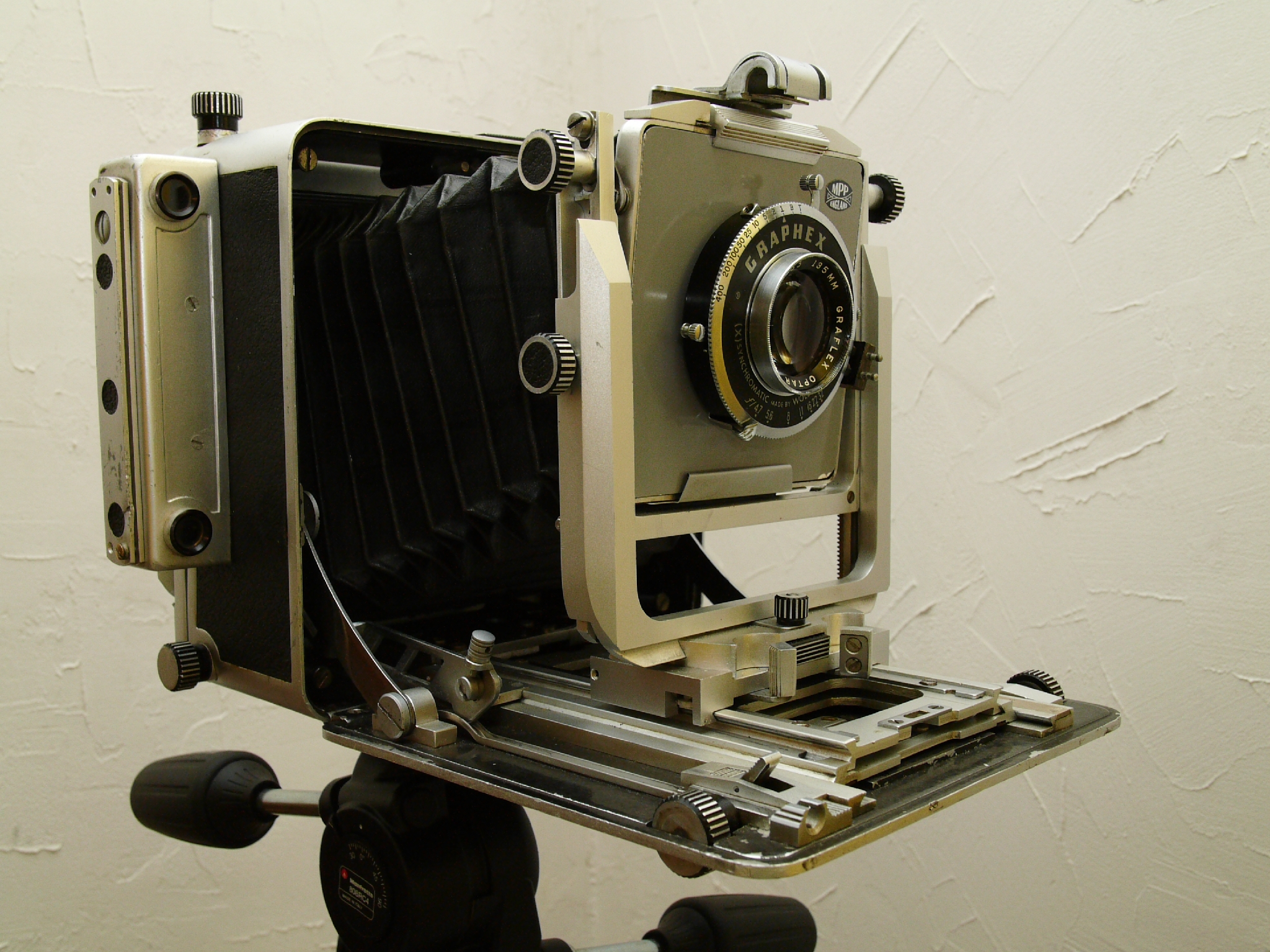
Пресс-камера «MPP mark VIII» 4×5 компании Micro Precision Products

  - Speed Graphic — классическая американская пресс камера
  - Crown Graphic
  - Super Graphic
- Omega
  - Koni Omega
  - Rapid Omega
- Mamiya
  - Mamiya Press
  - Mamiya Universal
- Topcon
  - Topcon Horseman
- Plaubel Makina
- Burke & James Press
- Busch Pressman
- Meridan
- Toyo Super Graphic (4×5)
- Van Neck — копия Goertz press camera
- Thornton Pickard — производилась в Великобритании до Второй мировой войны
- MPP MicroPress — производилась в Великобритании в 1950-х годах